# Concilium Plenarium Brasiliense
O Concilium Plenarium Brasiliense ou Concílio Plenário do Brasil foi o primeiro concílio celebrado pela Igreja Católica no Brasil, presidido por Dom Sebastião Leme da Silveira Cintra, Arcebispo do Rio de Janeiro e legado papal ao Concílio Plenário do Brasil e do Congresso Eucarístico Nacional, em Recife, em 21 de julho de 1939. O documento do Concílio Plenário do Brasil resultou no primeiro código jurídico-eclesiástico exclusivo para o Brasil, substituindo o Concílio Plenário da América Latina de 1899 (o qual já havia substituído as Constituições Primeiras do Arcebispado da Bahia, de 1707). Teve especial importância na regulamentação da música sacra no Brasil, sendo responsável pela aplicação no país das determinações do Motu Proprio Inter pastoralis officii sollicitudines (Tra le sollecitudini) de 1903 e de outros documentos eclesiásticos emitidos na década de 1920.

## Documentos da Igreja Católica sobre música sacra
A Igreja Católica, desde a Idade Média, emitiu determinações sobre a música sacra, na forma de bulas, encíclicas (epístolas encíclicas ou cartas encíclicas), constituições, decretos, instruções, motu proprio, ordenações e outras. A maior parte dessas decisões foi local ou pontual, e apenas algumas tiveram caráter geral, dentre as quais estão, segundo Paulo Castagna, os doze conjuntos de determinações mais impactantes na prática musical, do século XIV ao século XX, excetuando-se destas as inúmeras instruções cerimoniais (ou rubricas) dos livros litúrgicos:
1. A Bula Docta Sanctorum Patrum de João XXII (1322)
2. O Decreto do que se deve observar, e evitar na celebração da Missa de 17 de setembro de 1562, da Seção XXII do Concílio de Trento
3. O Cæremoniale Episcoporum (Cerimonial dos Bispos), publicado por Clemente VIII em 1600, reformado por Bento XIV em 1752 e por Leão XIII 1886.
4. Os Decretos da Sagrada Congregação dos Ritos (1602-1909)
5. A Constituição Piæ sollicitudinis studio, de Alexandre VII (23 de abril de 1657)
6. A Carta Encíclica Annus qui hunc, do papa Bento XIV (19 de fevereiro de 1749)
7. A Ordinatio quoad sacram musicen, da Sagrada Congregação dos Ritos (25 de setembro de 1884)
8. O Decreto Quod sanctus Augustinus de Leão XIII (7 de julho de 1894), ratificado pela Sagrada Congregação dos Ritos como decreto n.3830
9. O Motu Proprio Inter pastoralis officii sollicitudines (Tra le sollecitudini) de Pio X (22 de novembro de 1903)
10. A Carta Encíclica Musicæ sacræ disciplina sobre a música sacra, do papa Pio XII (25 de dezembro de 1955)
11. A Instrução De musica sacra et sacra liturgia sobre música sacra e liturgia, do papa Leão XXIII, 3 de setembro de 1958
12. O Decreto Sacrosanctum Concilium sobre música sacra do Concílio Vaticano II (4 de dezembro de 1963)

## Significado doConcilium Plenarium Brasiliense
O documentos eclesiásticos mais amplos aplicados diretamente ao Brasil foram inicialmente as Constituições Primeiras do Arcebispado da Bahia, promulgadas em 12 de junho de 1707 pelo Arcebispo Dom Sebastião Monteiro da Vide (aceitas nas demais dioceses erigidas nos séculos XVIII e XIX), em vigor até a realização do Concílio Plenário da América Latina, de 9 de junho de 1899. O Concílio Plenário Brasileiro (1939) foi o primeiro código jurídico-eclesiástico exclusivo para o Brasil, substituindo assim o Concílio Plenário da América Latina de 1899.

## A música noConcilium Plenarium Brasiliense
No que se refere à atividade musical, as Constituições de 1707 determinaram “que nenhumas pessoas, eclesiásticas ou seculares, tanjam ou bailem, nem façam danças ou jogos profanos nas igrejas, nem em seus adros, nem se cantem cantigas desonestas ou cousas semelhantes”, decisão refletida em vários documentos eclesiásticos brasileiros subsequentes, até o início do século XX (CASTAGNA, 1999 e 2000, v.1).
O Concílio Plenário da América Latina, que substituiu as Constituições Primeiras do Arcebispado da Bahia (1707) como o máximo código jurídico-eclesiástico para o Brasil, incluiu o decreto De Musica Sacra que, apesar de sua amplitude, ainda manteve os ideais puristas do Concílio de Trento, especialmente na proibição dos idiomas vernáculos, do repertório sacro-popular e do canto feminino, com recomendações expressas à fidelidade dos textos litúrgicos, ao uso dos livros de canto aprovados pela Sagrada Congregação dos Ritos e ao caráter “grave, pio e distinto” da música sacra. Mesmo assim, o Concílio Plenário da América Latina marcou uma nova era no controle exercido pela Igreja Católica no país.
Paralelamente, em 22 de novembro de 1903 (pouco após a entrada em vigor do Concílio Plenário da América Latina), o Papa Pio X (eleito em 4 de agosto desse mesmo ano) fez publicar o Motu Proprio Inter pastoralis officii sollicitudines (Tra le sollecitudini), que acarretou o maior impacto na música sacra desde o Concílio Tridentino: o documento determinou, entre outros aspectos, que das igrejas fossem excluídas as bandas de sopros e todas as formas de composição musical aparentadas à ópera, admitindo somente a música composta com base na polifonia renascentista, principalmente na música de Giovanni Pierluigi da Palestrina (c.1525-1594).
Além da existência de um novo código jurídico eclesiástico no Brasil (o Concílio Plenário da América Latina, de 1899), a música sacra passou a ser regulada, em todo o mundo, diretamente pelo Motu Proprio de 1903 (reiterado em inúmeras determinações diocesanas brasileiras nos anos subsequentes), o que iniciou uma era de clara e intensa regulamentação da prática musical nas igrejas a partir das normas romanas e o progressivo abandono da forma de controle baseada no Concílio de Trento (reformado somente com a promulgação do Código de Direito Canônico de 1917). O Primeiro Sínodo da Diocese de Mariana realizado em 17 de julho de 1903, poucos meses antes da emissão do Motu Proprio de Pio X, foi o último documento diocesano do Sudeste brasileiro a determinar o controle da música nas igrejas a partir do Concílio de Trento, proibindo, entre outras, “quaisquer festividades que, sob o pretexto de devoção, se celebram com orgias ou danças, verbi gratia os congados, charolas, etc.”
O Concílio Plenário Brasileiro (1939) basicamente aplicou no Brasil as determinações do Motu Proprio Inter pastoralis officii sollicitudines (Tra le sollecitudini) de 1903, do Motu Proprio Ad musicæ sacræ restitutionem (1922) e da Constituição Apostólica Divini cultus sanctitatem (1928), ambos de Pio XI.

## Determinações sobre a música noConcilium Plenarium Brasiliense[1]

### Liber I. Pars Secunda. Caput II. Art. I.De Cantu et Musica Sacra
(p. 162) nº 363, § 1. [...] Cantus vero organi vel harmonii sono sustineri potest [...]. 
(p. 163) nº 364, § 2. Musici concentus vulgo bandas de música ab ecclesia arceantur, et extra eandem tempora consecrationis  omnino sileant; permittatur tantummodo in ecclesia cantus ecclesiasticus legitimis instrumentis suffultus. 
(p. 163) nº 365, § 2. In ecclesiis saltem cathedralibus et paroecialibus scholæ puerorum instituantur, quibus, cantum gregorianum et musicam sacram edoctis, munus canendi in divinis officiis committi possit.   
(p. 163) nº 366, § 1. In Seminariis, religiosorum domibus aliisque piis collegiis et commumatibus alumni iam a prima ætate studio cantus gregoriani et musicæ sacræ vacent. § 2. Populus instruatur ut hymnos et cantica aliasque partes ad ipsum pertinentes in ecclesiis cantu gregoriano simul canat.   
(p. 163) nº 367, § 1. In sacris functionibus prohibentur musicorum cœtus ex viris simul ac mulieribus constituti. § 2. Toleratur quod, præsertim in ecclesiis ad communitatem religiosarum pertinentibus, mulieres et puellæ canant ad normam canonis 1264 § 2.   

### Liber I. Pars tertia. Caput III.De Sacris Processionibus
(p. 182) nº 407, § 1. Concentus musici, vulgo bandas de música nuncupati, si sacris processionibus instersint, ecclesiam ne ingrediantur, et in itinere sacras symphonias exsequantur, atque sonum intermittant ut clerus cum populo psalmos hymnosque præscriptor canat. § 2. Ne invitentur concentus musici, qui occasionem præbent festa religiosa profanandi. § 3. In processionibus nec non aliis functionibus ne admittantur pueri vel puellæ simulantes peculiares sanctos vel sanctas, toleratis tantum vulgo "anjos" amplis tunicis indutis.   

### Liber I. Pars Quarta. Caput II.De Seminariis
(p. 202-203) nº 451. In Seminariis instituantur scholæ cantus gregoriani et musicæ sacræ, neque desint lectiones de arte sacra et archeologia christiana, de Actione catholica et de Actione sociali.   